# Partido Progresista (Islandia)
El Partido Progresista (islandés: Framsóknarflokkurinn) es un partido político agrario, liberal y centrista de Islandia. El partido es miembro de la Internacional Liberal. 
Entre 1995 y 2007 el partido estuvo en el gobierno formando coalición con el Partido de la Independencia, específicamente bajo los mandatos de Davíð Oddsson y Geir Haarde, los dos del Partido de la Independencia, y Halldór Ásgrímsson, del propio Partido Progresista, quien ocupó el cargo de primer ministro de Islandia entre 2004 y 2006 y además fue líder del partido entre 1994 y 2006. 
Aunque el Partido Progresista fue originalmente fundado como un partido agrario y todavía encuentra la mayor parte de su apoyo en granjeros y pescadores, fue tomando gradualmente una posición liberal dentro del espectro político. Fue fundado en 1916 como una fusión de dos partidos agrarios, el Partido de los Granjeros (Bændaflokkur) y los Granjeros Independientes (Óháðir bændur).
A través de la historia de Islandia como país independiente, el Partido Progresista ha sido considerado como el segundo mayor partido político del país. Durante su existencia se ha unido formando coaliciones de gobierno con partidos tanto de derecha como de izquierda.
En enero de 2009 el partido cambió su punto de vista frente a la unión de Islandia a la Unión Europea, tomando una posición favorable y distinta a la que había tenido anteriormente.

## Resultados electorales
| Alþingi   |             |       |         |             |                                                                                            |
| Año       | Votos       | %     | Escaños | +/-         | Gobierno                                                                                   |
| 1919      | 3 115 (#3)  | 22,2  | 11/40   |             | Coalición                                                                                  |
| 1923      | 8 062 (#2)  | 26,6  | 15/42   | 4           | Oposición                                                                                  |
| 1927      | 9 962 (#2)  | 30,3  | 19/42   | 4           | Gobierno en minoría                                                                        |
| 1930      | 7 585 (#2)  | 31,4  | 1/3     |             |                                                                                            |
| 1931      | 13 844 (#2) | 35,9  | 23/42   | 4           | Gobierno en mayoría                                                                        |
| 1933      | 8 530 (#2)  | 23,9  | 16/42   | 7           | Coalición con el Partido de la Independencia                                               |
| 1934      | 11 377 (#2) | 21,9  | 15/49   | 1           | Coalición con el Partido Socialdemócrata                                                   |
| 1937      | 14 556 (#2) | 24,9  | 19/49   | 4           | Gobierno en minoría                                                                        |
| Jul. 1942 | 16 033 (#2) | 27,6  | 20/49   | 1           | Oposición                                                                                  |
| Oct. 1942 | 15 869 (#2) | 26,6  | 15/52   | 5           | Oposición                                                                                  |
| 1946      | 15 429 (#2) | 23,1  | 13/52   | 2           | Oposición                                                                                  |
| 1949      | 17 659 (#2) | 24,5  | 17/52   | 4           | Oposición                                                                                  |
| 1953      | 16 959 (#2) | 21,9  | 16/52   | 1           | Coalición con el Partido de la Independencia                                               |
| 1956      | 12 925 (#4) | 15,6  | 17/52   | 1           | Coalición con el Partido Socialdemócrata y el Partido de Unidad Popular-Partido Socialista |
| Jun. 1959 | 23 061 (#2) | 27,2  | 19/52   | 2           | Coalición con Alianza Popular y el Partido Socialdemócrata                                 |
| Oct. 1959 | 21 882 (#2) | 25,7  | 17/60   | 2           | Oposición                                                                                  |
| 1963      | 25 217 (#2) | 28,2  | 19/60   | 2           | Oposición                                                                                  |
| 1967      | 27 029 (#2) | 28,1  | 18/60   | 1           | Oposición                                                                                  |
| 1971      | 26 645 (#2) | 25,3  | 17/60   | 1           | Coalición con Alianza Popular y Unión de los Liberales y la Izquierda                      |
| 1974      | 28 381 (#2) | 24,9  | 17/60   | Sin cambios | Coalición con el Partido de la Independencia                                               |
| 1978      | 20 656 (#4) | 16,9  | 12/60   | 5           | Coalición con Alianza Popular                                                              |
| 1979      | 30 861 (#2) | 24,9  | 17/60   | 5           | Oposición                                                                                  |
| 1983      | 24 754 (#2) | 18,5  | 14/60   | 3           | Coalición                                                                                  |
| 1987      | 28 902 (#2) | 18,9  | 13/63   | 1           | Coalición con el Partido de la Independencia                                               |
| 1991      | 29 866 (#2) | 18,9  | 13/63   | Sin cambios | Oposición                                                                                  |
| 1995      | 38 485 (#2) | 23,3  | 15/63   | 2           | Coalición con el Partido de la Independencia                                               |
| 1999      | 30 415 (#3) | 18,4  | 12/63   | 3           | Coalición con el Partido de la Independencia                                               |
| 2003      | 32 484 (#3) | 17,7  | 12/63   | Sin cambios | Coalición con el Partido de la Independencia                                               |
| 2007      | 21 349 (#4) | 11,7  | 7/63    | 5           | Oposición                                                                                  |
| 2009      | 27 699 (#4) | 14,8  | 9/63    | 2           | Oposición                                                                                  |
| 2013      | 50 454 (#2) | 26,70 | 19/63   | 10          | Coalición con el Partido de la Independencia                                               |
| 2016      | 21 791 (#4) | 11,50 | 8/63    | 11          | Oposición                                                                                  |
| 2017      | 21 016 (#5) | 10,7  | 8/63    | Sin cambios | Coalición con el Partido de la Independencia y Movimiento de Izquierda-Verde               |
| 2021      | 34 501 (#2) | 17,3  | 13/63   | 5           | Coalición con el Partido de la Independencia y Movimiento de Izquierda-Verde               |
| 2024      | 16 578 (#6) | 7,8   | 5/63    | 8           | Oposición                                                                                  |